# Château de Béost (Vonnas)
Le château de Béost est un château qui se dresse sur la commune de Vonnas dans le département de l'Ain en région Auvergne-Rhône-Alpes. Avec son domaine, il fait l'objet d'une inscription aux monuments historiques depuis 2016.

## Présentation
Le château et son domaine sont situés le long de la route D 80 au sud du bourg en direction de Neuville-les-Dames. Datant du XVIIe siècle, le château a été construit sur les ruines d'une ancienne maison forte avec pont levis.

## Histoire
La noble maison de Béost est référencée par les documents écrits dès le milieu du XIIIe siècle. Le château est fondé par les chevaliers de Béost, vassaux des comtes de Savoie vers 1250. Le château fort de la famille devint rapidement le siège d'une baronnie. À cette époque, Vonnas dépendait de six fiefs des seigneurs ou des maisons fortes suivants : Sachins, Bezemème, Féliciat, Marmont, Épeyssolles, Béost. Aujourd'hui ne subsistent que les domaines de Béost et celui d'Épeyssolles.
Plusieurs descendants de Jérome Audras de Béost, qui deviennent maires ou conseillers municipaux, ont contribué au développement de Vonnas. Les descendants des derniers possesseurs de Béost sont aujourd'hui les propriétaires du domaine.
Les notables dombistes à qui leur charge de conseiller au Parlement de Dombes avait valu le titre de baron, les Audras en firent une résidence cossue entre la fin du XVIIe et le début du XXe siècle.
Le 31 octobre 2016, le domaine et son château sont inscrits aux monuments historiques.

## Description
Caché par des bois et un long mur le long de la route, le bâtiment est en équerre et comporte deux étages surmontée d'une petite tour ronde à toit pointu à l'angle des deux parties formant le château. 
Cependant, il n'est pas le plus vieil édifice du domaine puisque la chapelle date du XVIe siècle. Décorée lors de sa reconstruction, des peintures bleues à motifs allégoriques évoquant celles de la cathédrale de Chambéry ornent le bâtiment.
Le grand salon du château possède un plafond et des boiseries décorés et un parquet de marqueterie. Parmi les éléments toujours présents dans le domaine, il y a la serre datant du XIXe siècle. 